# Vicente Moreno
Vicente Moreno Peris (n. 26 octombrie 1974, Massanassa⁠(d), Comunitatea Valenciană, Spania) este un fost fotbalist spaniol, care a jucat ca mijlocaș defensiv. În acest moment este antrenor în La Liga la clubul CA Osasuna.

## Biografie
Foarte mult timp din cariera lui și-a petrecut-o la Xerez, unde a apărut în 412 meciuri oficiale și a rămas la acest club timp de 11 ani. Ulterior el a antrenat aceasta echipa timp de 7 luni.

### Jucător
Xerez
- Segunda División: 2008–09

### Antrenor
Gimnàstic
- Segunda División B: 2014–15

Mallorca
- Segunda División B: 2017–18

Espanyol
- Segunda División: 2020–21

1. ↑   https://www.lapreferente.com/J56828/vicente-moreno.html Lipsește sau este vid: |title= (ajutor)